# たたえられよ、サラエヴォ
『たたえられよ、サラエヴォ』（こんにちはサラエヴォとも、仏語原題Je vous salue, Sarajevo）は、ジャン＝リュック・ゴダール監督による1993年製作の短篇ビデオ映画である。

## 概要
のちにラジャンス・セヴン（仏語L'Agence VII、英語VII Photo Agency）に所属することになる写真家ロン・ハヴィヴ（Ron Haviv）とマグナム・フォトに所属する写真家リュック・ドラエ（Luc Delahaye）による一枚の戦争写真をもとに、ヨーロッパにおける文明とボスニア（現ボスニア・ヘルツェゴビナ）における戦争とを喚起する、わずか2分少々のビデオエッセイである。
サラエヴォの歩道に伏している、女性を含む3人の市民と、銃を持った3人の兵士。そのうちの1人は左手の指に火のついた紙巻煙草を挟み、右手に持った銃の先で市民をつつき、右足でいまにも蹴ろうとしているように見える。この一枚の写真の部分部分をつぶさにカメラのフレームで切り取り、ゴダールの声が分析を加えていく。サラエヴォには規則である文化があり、芸術である例外がある、と語り始めるゴダールは、つぎにそれは、フローベールとドストエフスキー、ガーシュウィンとモーツァルト、セザンヌとフェルメール、アントニオーニとヴィゴであると言う。
このスタイルは、かつて「ジガ・ヴェルトフ集団」の最後の作品『ジェーンへの手紙』（1972年）で、ジェーン・フォンダの一枚の写真を記号論的に分析していったものと同様の手法である。1992年のボスニア・ヘルツェゴビナ紛争勃発へのゴダールの反応の迅速さが示されており、また同じヨーロッパの芸術家としての緊急声明的意味合いが強い。のちのゴダール監督の『アワーミュージック』（2004年）でも、サラエヴォの問題を扱っている。
本作は、2006年6月27日、ドイツのECMレコードから全世界発売されたゴダールとアンヌ＝マリー・ミエヴィルの短編集DVD（Four Short Films / Quatre Films Courts）に収録された。

## スタッフ・キャスト
- 監督　ジャン＝リュック・ゴダール
- 脚本　ジャン＝リュック・ゴダール
- 音楽　アルヴォ・ペルト
- 撮影　ジャン＝リュック・ゴダール
- 録音　フランソワ・ミュジー
- 編集　ジャン＝リュック・ゴダール
- 声の出演　ジャン＝リュック・ゴダール
- 製作会社　ペリフェリア（パリ）

## 註
1. ↑  『ゴダールの神話』（雑誌「現代思想」臨時増刊号、青土社、1995年10月20日 ISBN 4791719921）の巻末「フィルモ・ヴィデオグラフィ」には後者のタイトルで紹介されている。ゴダールの長篇とミエヴィルの短篇の二本立てである『ゴダールのマリア』の長篇の原題が『Je vous salue, Marie』であり、その邦題が『こんにちは、マリア』であることから、それに倣ったものと思われる。本作は日本未公開作品であるが、DVD輸入盤が日本でも市販されており、日本語で言及されることも多く、その場合は本ページのタイトルが採用されている。
2. ↑  seances.orgの短い紹介ページ（Je vous salue Sarajevo[リンク切れ]）にはドラエの名が併記されているが、イタリアの独立ジャーナリスト集団「レッテラ22（Lettera 22）」のアッティリオ・スカルペリーニ（Attilio Scarpellini）の署名記事（L'ECCEZIONE E LA REGOLA, ANCORA SU J-L.GODARD 3/2/07）にはハヴィヴの名のみしか書かれていない。本ページ作成にあたり併記を採用した。後者のページには、本作で使用されている写真が掲載されている。2007年9月20日 (UTC)現在。